# Arthur Birch
Arthur John Birch (3 août 1915 - 8 décembre 1995) est un chimiste organique australien,,.
Birch développe la réduction Birch des cycles aromatiques (par traitement avec du lithium métal et de l'ammoniac) qui est largement utilisée en chimie organique synthétique. La réduction de Birch permet la modification des stéroïdes. En 1948, Birch publie la première synthèse totale d'une hormone sexuelle masculine (19-nortestostérone), en tant que premier membre d'une nouvelle série structurelle. Cette série comprend plus tard la première pilule contraceptive orale, qui est fabriquée par d'autres. La réduction de Birch permet également le développement d'autres médicaments stéroïdiens et antibiotiques. Il fait également la première synthèse simple de la structure en anneau AB du cholestérol. Birch a publié plus de 440 articles et rapports scientifiques.

## Jeunesse et éducation
Birch remporte une bourse pour fréquenter l'université de Sydney, obtenant un BSc en 1937 et un MSc en 1938. Il se rend à l'université d'Oxford pour entreprendre son doctorat en philosophie, diplômé en 1940.

## Carrière
La recherche sur les hormones, dans laquelle il s'implique en 1940, est initiée par la RAF qui croit alors que les pilotes allemands recevaient des hormones corticales. Il reste chercheur à Oxford jusqu'en 1948, travaillant sous la direction Robert Robinson, quand il devient le membre Smithson à l'université de Cambridge où il reste jusqu'en 1952. À Cambridge, il travaille avec Alexander Robert Todd.
Il retourne en Australie en 1952 pour occuper un poste de professeur de chimie organique à l'université de Sydney, il est nommé membre de l'Australian Academy of Science en 1954. Il occupe son poste à l'université de Sydney jusqu'en 1955, date à laquelle il occupe un poste similaire à l'université de Manchester. Il est nommé membre de la Royal Society en 1958.
Birch retourne en Australie à nouveau en 1967 pour fonder l'École de recherche en chimie à l'université nationale australienne de Canberra, devenant ainsi son doyen fondateur. Il reste impliqué dans l'école jusqu'en 1980. Il est président du Royal Australian Chemical Institute de 1977 à 1978 et préside également l'enquête indépendante de 1977 sur le CSIRO.
Il est président de l'Australian Academy of Science de 1982 à 1986. Birch est nommé Compagnon de l'Ordre d'Australie (AC) en 1987 pour ses contributions à la science en Australie. Il reçoit la bourse d'honneur du Royal Australian Chemical Institute, en 1994. Il est également membre fondateur de l'Australian Science and Technology Council.
Avant sa mort en 1995, le bâtiment de l'École de recherche en chimie de l'ANU est nommé « Bâtiment Birch » en son honneur.